# Naissance en 850
Naissance
- 846
- 847
- 848
- 849
- 850
- 851
- 852
- 853
- 854

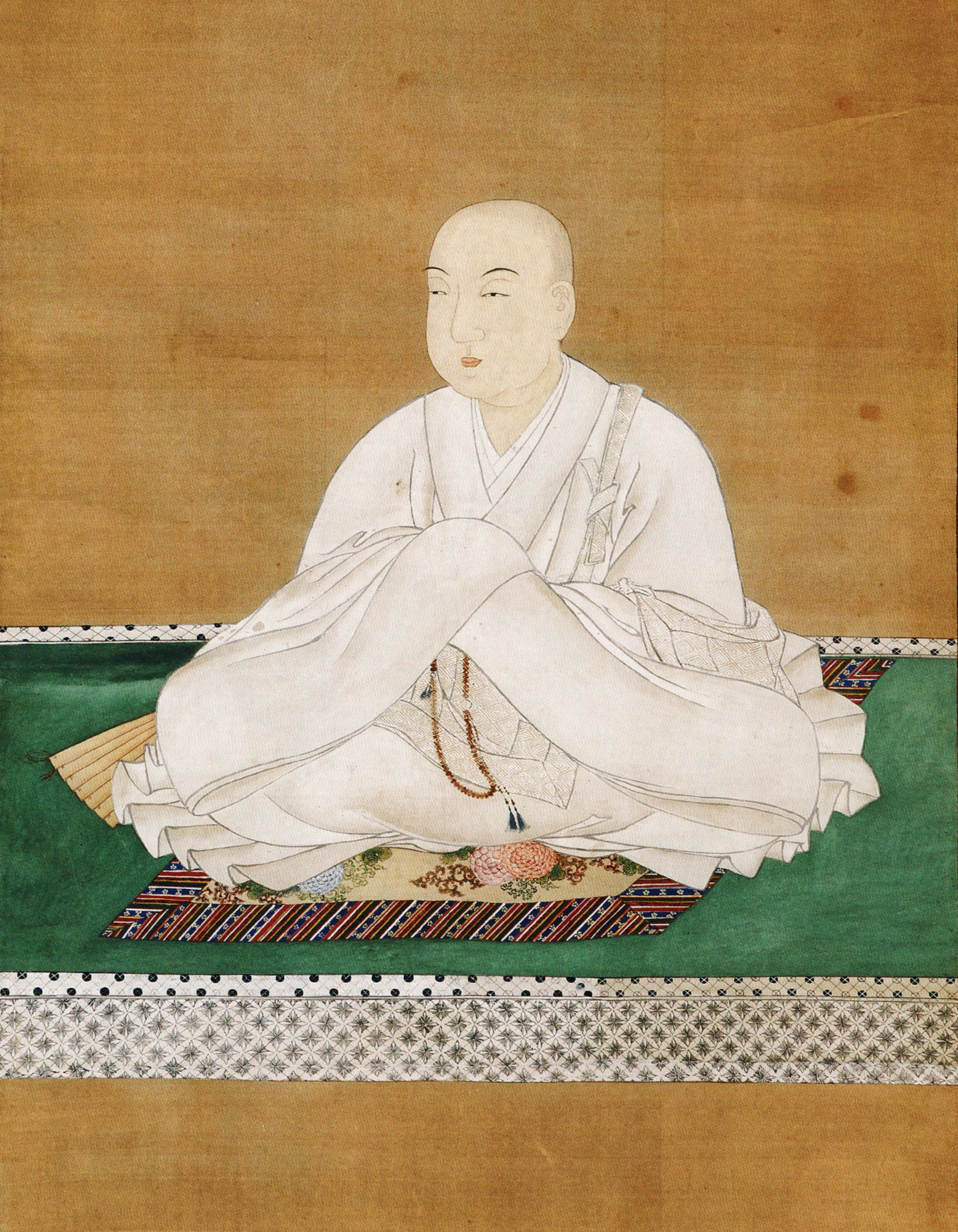
Seiwa né en 850.

Cette page dresse une liste de personnalités nées au cours de  l'année 850 :
- Du Guangting, écrivain chinois et taoïste.
- Seiwa, 56e empereur du Japon.

date incertaine (vers 850)
- Abbon de Saint-Germain-des-Prés, moine de l'abbaye de Saint-Germain-des-Prés, puis diacre et vraisemblablement prêtre.
- Abu Kamil (mort vers 930), mathématicien égyptien.
- Bernon, premier abbé de Cluny.
- Constantin le Juif (mort après 886), moine chrétien byzantin et évangélisateur.
- Hatton Ier, archevêque de Mayence.
- Tuotilo, moine et compositeur.

## Crédit d'auteurs
- Cet article est partiellement ou en totalité issu de l'article intitulé « 850 » (voir la liste des auteurs).